# Морена (фільм)
«Морена» — українська етномістична драма з елементами жахіть режисера Сергія Альошечкіна.
Прем'єра фільму відбулася  22 червня 2024 року на фестивалі глядацького кіно Миколайчук OPEN у Чернівцях.
Вихід в український прокат стрічки відбувся 5 грудня 2024 року. 

## Сюжет
Аня з коханим Юрком влітку приїжджають погостювати до батьків дівчини в українське карпатське селище. На святкуванні Івана Купала місцева серцеїдка Іванка, яку прозвали Мореною, кладе око на Юрка та причаровує його.
Дивні та містичні події починають траплятися із закоханими після зустрічі з Мореною. Між дівчатами спалахує конфлікт — їхні відносини перетворюються на відчайдушну війну, яка залишає по собі слід крові. Ця ворожнеча назавжди змінить героїв фільму.

## У ролях
| Актор                  | Роль              |
| ---------------------- | ----------------- |
| • Ірина Громадська     | Іванка («Морена») |
| • Таїсія-Оксана Щурук  | Аня               |
| • Ілля Валянський      | Юра               |
| • Василь Баша          | Микола Петрович   |
| • Олександр Мельник    | Костик            |
| • Віталій Ажнов        | Петро             |
| • Наталія Глоба        | Ксюха             |
| • Катерина Міщенко     | Еля               |
| • Олександра Коваленко | Орися             |
| • Вадим Залеський      | помічник Костика  |
| • Остап Дзядек         | Поліцейський      |

## Знімальна група
- Автор сценарію — Сергій Альошечкін
- Режисер-постановник — Сергій Альошечкін
- Оператор — Сергій Альошечкін
- Продюсер — Дмитро Кравченко
- Композитор — Олександр Литвин
- Підбір акторів — Олена Артемова
- Монтаж — Юрій Чашковський
- Грим — Віталій Скопелідіс

## Виробництво

### Кошторис
Проєкт фільму «Морена» став одним із переможців Дев'ятого конкурсного відбору Державного агентства України з питань кіно та отримав державну фінансову підтримку розміром 19,3 мільйона грн, що складає 50 % загального кошторису у 39 мільйонів гривень.

### Зйомки
Знімальний період стрічки тривав два місяці та завершився всередині серпня 2017 року. Зйомки проходили здебільшого в Карпатах, в Івано-Франківській та Чернівецькій областях: у Микуличині, Вижниці та Іспасі. Фінальний етап проходив у Київській області, а також у павільйоні в Києві, де було побудовано одну з основних декорацій фільму — горище. У жовтні 2018 року Держкіно повідомило що виробництво фільму завершено і що Держкіно вже переглянуло готову стрічку.
Саундтреком фільму займався гурт COSMOPOLIS.

## Реліз
Прем'єра фільму відбулася  22 червня 2024 року на фестивалі глядацького кіно Миколайчук OPEN у Чернівцях.
Вихід в український прокат відбувся 5 грудня 2024 року. 